# Desfiladero de los Gaitanes
El desfiladero de los Gaitanes es un cañón excavado por el río Guadalhorce en la provincia de Málaga, comunidad autónoma de Andalucía, España, entre los términos municipales de Ardales, Antequera, Campillos y Álora. Cuenta con acceso desde el norte por los embalses del Guadalhorce y desde el sur, por la aldea de El Chorro. En los tramos más angostos, tan solo tiene 10 metros de anchura y alcanza más de 400 metros de altura.
El desfiladero fue declarado paraje natural por la Ley 2/1989, de 18 de julio.

## Historia
La construcción de un canal de agua desde los embalses del norte hasta El Chorro, para aprovechar aquí el desnivel en una central hidroeléctrica, llevó aparejado un camino de mantenimiento de dicho canal, conocido como "Los balconcillos" y posteriormente como Caminito del Rey, porque la obra fue inaugurada por el rey Alfonso XIII el 21 de mayo de 1921. Este camino de más de 3 kilómetros de longitud tiene una parte vertiginosa, de barras de acero y plataformas de hormigón clavadas en la pared vertical y un puente sobre el mismo desfiladero sobre el canal de agua.
El camino rehabilitado se abrió al público el 28 de marzo de 2015 y fue elegido por Lonely Planet como uno de los mejores sitios para visitar en ese mismo año. Hasta la llegada del AVE, el desfiladero era el único acceso ferroviario a Málaga capital desde el interior de España, con un largo túnel excavado en la pared este del desfiladero. En la actualidad, existe otro túnel de 1 kilómetro, más al este, bajo la sierra de Huma, para el acceso ferroviario del AVE.

## Geología
El paraje natural Desfiladero de los Gaitanes comprende tres unidades principales: el propio desfiladero, la sierra de Huma al este y el macizo del Almorchón al oeste. La litología de estas dos sierras muestra una clara discordancia erosiva entre los conglomerados y calcarenitas horizontales del Mioceno (Macizo del Almorchón) y los estratos verticales de calizas jurásicas que dominan la sierra de Huma.
La génesis del desfiladero es postalpina, al ir abriendo el río Guadalhorce un paso a través de las calizas y dolomías emergidas. El relieve está karstificado, contabilizándose varias cavidades de gran interés geológico y arqueológico colgadas sobre el cauce del río.
Los desniveles son muy acusados. En los relieves que conforman el desfiladero se presentan alturas de 300 metros, casi en vertical, y anchuras que en el tajo llegan a ser de tan sólo 10 metros. Asimismo, en el conjunto del paraje natural se observa un amplio rango de altitudes, desde 200 metros en el límite sur, a la salida del desfiladero, hasta los 1192 metros del pico de la sierra de Huma.

## Clima
De acuerdo con la clasificación de Köppen, en las provincia de Málaga predomina el clima templado cálido mediterráneo (Csa), caracterizado por una estación estival seca y cálida y temperaturas invernales generalmente suaves. En el interior de la provincia, el clima exhibe ciertos rasgos continentales, que se hacen más evidentes en la depresión de Antequera y en parte de la depresión de Ronda. Las precipitaciones medias en esta zona presentan valores en torno a los 500 mm anuales, y las temperaturas, especialmente en verano, pueden superar los 40 °C. La media anual ronda los 15-16 °C. En invierno, los vientos que penetran por los valles desde el mar atemperan las condiciones en zonas puntuales del interior de la provincia, como la vertiente sur y oeste del paraje natural Desfiladero de los Gaitanes, en donde las medias del mes más frío no suelen bajar de los 9 °C. En cualquier caso, en los pisos superiores de este paraje natural (Sierra de Huma y lomas al norte de ésta) se observa cómo las temperaturas medias bajan sensiblemente, al tiempo que las precipitaciones anuales llegan a alcanzar valores en torno a 650 mm.

## Hidrología
El río Guadalhorce atraviesa el paraje natural de norte a sur, a través del paso abierto en las calizas, conformando la espectacular garganta que da nombre e identidad al espacio. En su paso por el desfiladero tributan al río una red de arroyos estacionales y ramblas que encauzan las aguas de la sierra de Huma, por el este, y en menor medida las del macizo del Almorchón, al oeste.
Entre las infraestructuras de regulación que afectan al Guadalhorce destaca el sistema de embalses Guadalhorce-Guadalteba, con tres presas ubicadas en la confluencia de este río y sus afluentes Guadalteba y Turón. Estos embalses están situados junto al límite norte del paraje natural Desfiladero de los Gaitanes. Aguas abajo, en el interior del espacio protegido, el agua vuelve a ser represada en el embalse del Gaitanejo, justo antes del inicio del tajo.

## Flora y fauna

### Flora

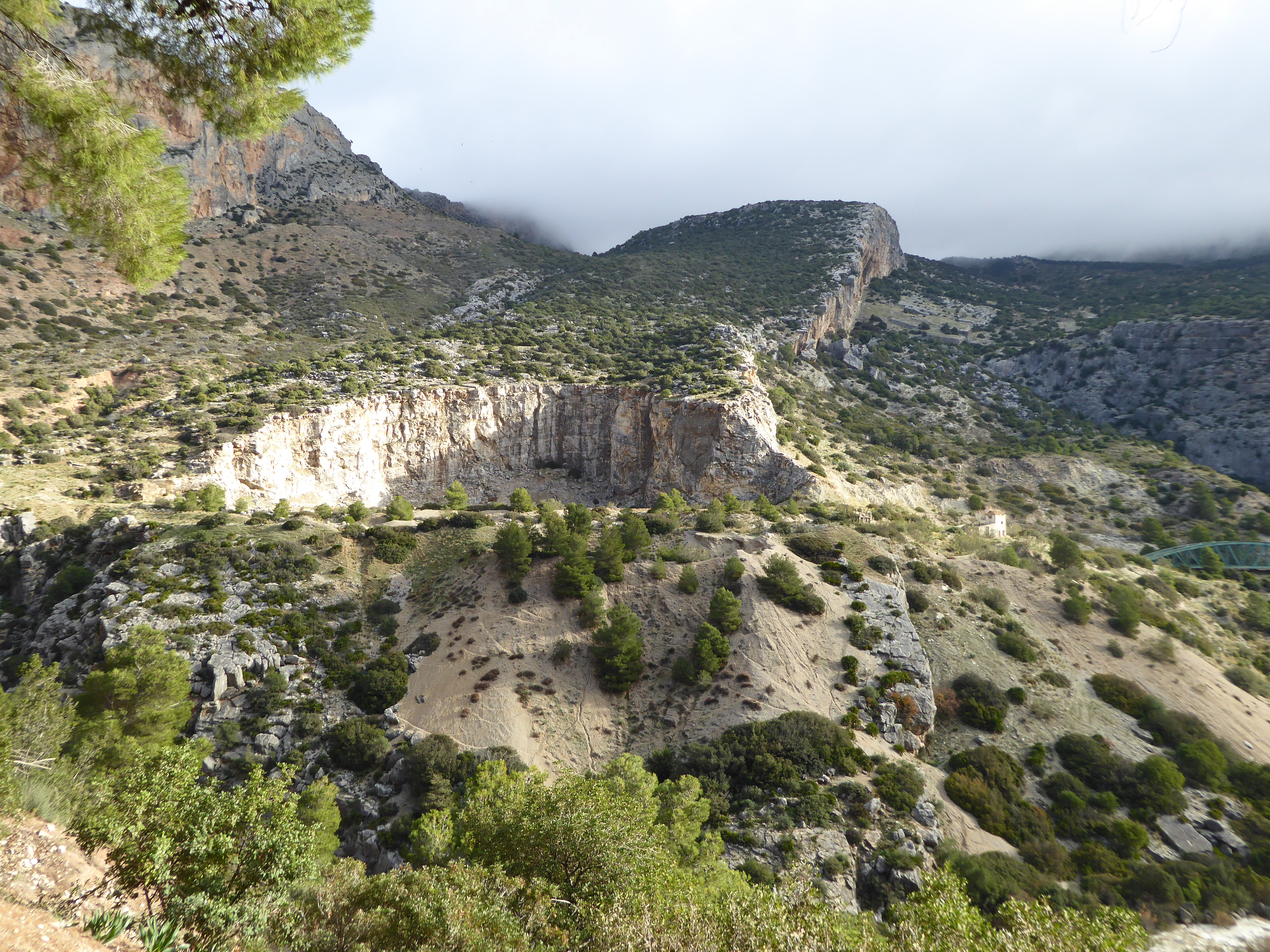
Vegetación del desfiladero

El paraje natural Desfiladero de los Gaitanes representa un mosaico de diferentes formaciones, asociadas a medios diversos. Buena parte del espacio presenta una cubierta vegetal alejada de la etapa clímax, que se corresponde con encinares basófilos termo y mesomediterráneos. Los incendios y la actividad humana en sus diversas formas, así como las condiciones limitantes que caracterizan los suelos, han motivado que la vegetación potencial se encuentre degradada y apenas circunscrita a unas pocas zonas aisladas. La mayor parte de la superficie está cubierta por pinares y sabinares, que con las actuales condiciones del sustrato constituyen la única cubierta arbórea posible en gran parte del territorio. Las repoblaciones de pino carrasco (Pinus halepensis) ocupan las áreas más extensas. El pino se acompaña de albaidales (Anthyllis cytisoides) y matorrales más xerófilos con esparto (Stipa tenacissima), romero (Salvia rosmarinus), mejorana (Thymus mastichina) y pegamoscas (Ononis natrix). Al sureste del espacio se aprecia una pequeña área en la que este matorral se acompaña con manchas dispersas de algarrobo (Ceratonia siliqua).

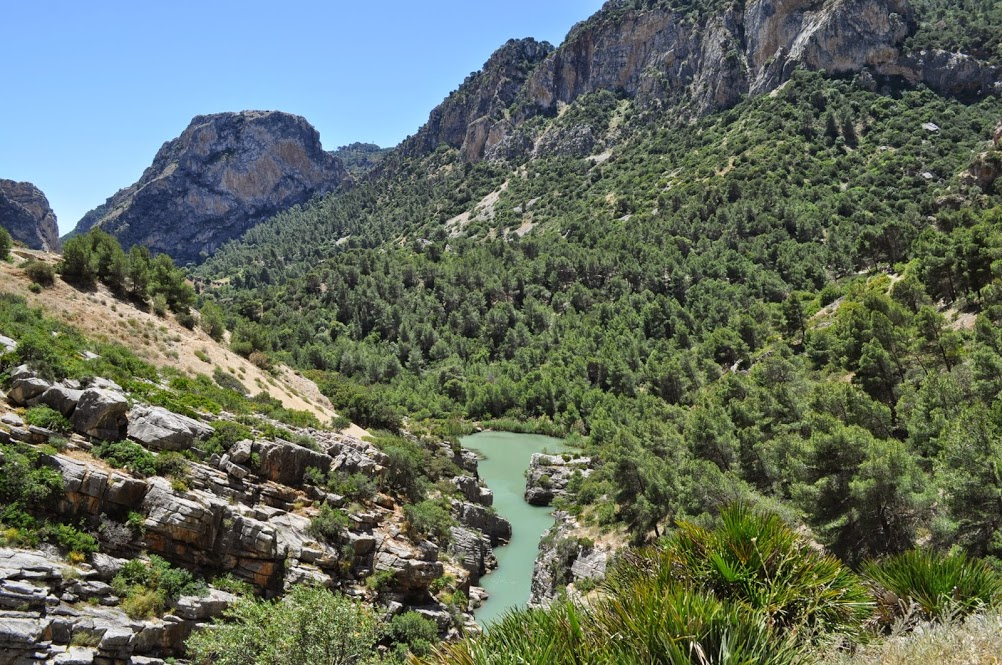
Vista desde Caminito del Rey

En la parte central del espacio, asentado sobre la roca caliza, aparece el sabinar de sabina suave o caudada (Juniperus phoenicea subsp. turbinata). Ocupa las laderas de la sierra de Huma y superficies relativamente extensas al norte de esta, habiéndose extendido a suelos que en su actual estado de degradación hacen difícil la recolonización por parte del encinar. Esta comunidad, que tiene un marcado carácter paraclimácico y relíctico, representa por el tamaño de algunos de sus ejemplares un ejemplo único dentro del contexto andaluz. Debe citarse, además, su relación con las poblaciones de sabina suave presentes en medios costeros del mediterráneo andaluz, lo que evidencia ambientes paleocosteros en el paraje natural.
Entre los elementos más destacables del espacio se cuentan algunas especies que crecen en los litosoles calcáreos o sobre la misma roca, como Rupicapnos africana subsp. decipiens, y en menor grado Cytisus malacitanus subsp. moleroi; ambas son taxones endémicos del mediterráneo occidental, limitados a unas pocas zonas restringidas. En estos medios se presentan también comunidades de terófitos rupícolas.
En relación con la influencia humana en la vegetación, cabe destacar al menos otros dos aspectos de interés. Por un lado es reseñable la presencia de eucaliptales en las márgenes del río Guadalhorce, al norte del paraje natural, ocupando el espacio propio del bosque de ribera autóctono (fresnedas de Fraxinus angustifolia, que dan paso a Salix atrocinerea y Tamarix africana en los suelos gleycos en torno al cauce). 

### Fauna
En las zonas más altas del Desfiladero habitan cabras monteses, y en las zonas más bajas junto al agua, se pueden encontrar animales más pequeños como el mirlo o el vencejo. También se pueden encontrar mamíferos como lirones o ginetas. En las partes medias de La Garganta se pueden observar halcones, el cernícalo vulgar y el azor, así como diferentes rapaces de medio tamaño. En la cumbre, las grandes rapaces como el águilas o el buitre leonado tienen a sus crías y por ello es feudo de nidificación.

## Rodajes cinematográficos
El paraje ha sido escenario de algunos largometrajes:
- Escenas del drama histórico ambientado en el siglo XVII El puente de San Luis Rey, se rodaron en el desfiladero de los Gaitanes en el año 2004.[1]
- Algunas escenas del largometraje El coronel Von Ryan fueron rodadas en el desfiladero de los Gaitanes en 1965.[2][3]